# Escharella octodentata
Escharella octodentata is een mosdiertjessoort uit de familie van de Escharellidae. De wetenschappelijke naam van de soort is voor het eerst geldig gepubliceerd in 1880 door Hincks.